# Spirospermum penduliflorum
Spirospermum penduliflorum là một loài thực vật có hoa trong họ Biển bức cát. Loài này được DC. miêu tả khoa học đầu tiên năm 1818.